# Ioan Henegariu
Ioan Henegariu (n. 1 ianuarie 1864, Lancrăm,  județul Alba   - d. 17 martie 1946) a fost un delegat în Marea Adunare Națională de la Alba Iulia, organismul legislativ reprezentativ al „tuturor românilor din Transilvania, Banat și Țara Ungurească”, cel care a adoptat hotărârea privind Unirea Transilvaniei cu România, la 1 decembrie 1918.

## Biografie
A fost al patrulea și cel mai mic fiu al lui Ioan Henegariu și al soției sale, Ana Henegariu, foști agricultori în această comună. În 1919, a fost ales ca primar al comunei până în 1921, când și-a dat demisia. A avut 8 copii.

## Educație
A urmat studiile primare la școala din locul natal, Lancrăm, județul Alba. A absolvit întâia clasă gimnazială a Gimnaziului Săsesc din Sebeș în 1878. Starea materială și familială nu i-a putut permite să continue școala.